# 앤트워넷 바이런
앤트워넷 바이런(Antoinette Byron, 1962년 ~ )은 오스트레일리아의 배우이다.
시드니에서 태어났다.

## 출연 작품

### 영화
- Death of a Soldier (1986)
- 맨 위드 더 스크리밍 브레인 (2005, Man with the Screaming Brain) - 재키 역
- 아메리칸 블랙 뷰티 (2005, American Black Beauty)

### 텔레비전
- 프리즈너 (1982, Prisoner) - 어맨다 콜 역
- 홈 앤 어웨이 (1999-2000) - 내털리 내시 역